# Nicolas-Joseph Beaurepaire
Nicolas Beaurepaire (Coulommiers, 7 gennaio 1740 – Verdun, 2 settembre 1792) è stato un militare francese.

## Biografia
Nato a Coulommiers  in una famiglia di commercianti, da Nicolas Beaurepére e Margueritte Françoise Lallemand, si arruolò nel 1757 tra i Carabinieri reali e prese parte alla guerra dei sette anni. Partecipò a diverse campagne in Germania tra il 1758 e il 1762, quando la sua unità fu richiamata nella valle della Loira.
Nel maggio del 1791 si ritirò dalla carriera militare per sposarsi, ma già nel settembre dello stesso anno rientrò prendendo il comando del 1er bataillon des volontaires de Mayenne-et-Loire per partecipare alla guerra della prima coalizione. Il battaglione partì da Angers il 3 ottobre 1791 e prese parte alla battaglia di Verdun del 1792 sotto il comando appunto di Beaurepaire.
Nella notte tra il 1° e il 2 settembre il corpo senza vita di Beaurepaire fu trovato all'interno del municipio di Verdun, anche se le cause della sua morte non furono mai appurate con certezza. Si ritiene che si possa essere suicidato vista la ormai molto probabile vittoria prussiana oppure perché sentitosi isolato di fronte ai favorevoli alla resa. Secondo altri, potrebbe invece essere stato ucciso dai fautori della resa.

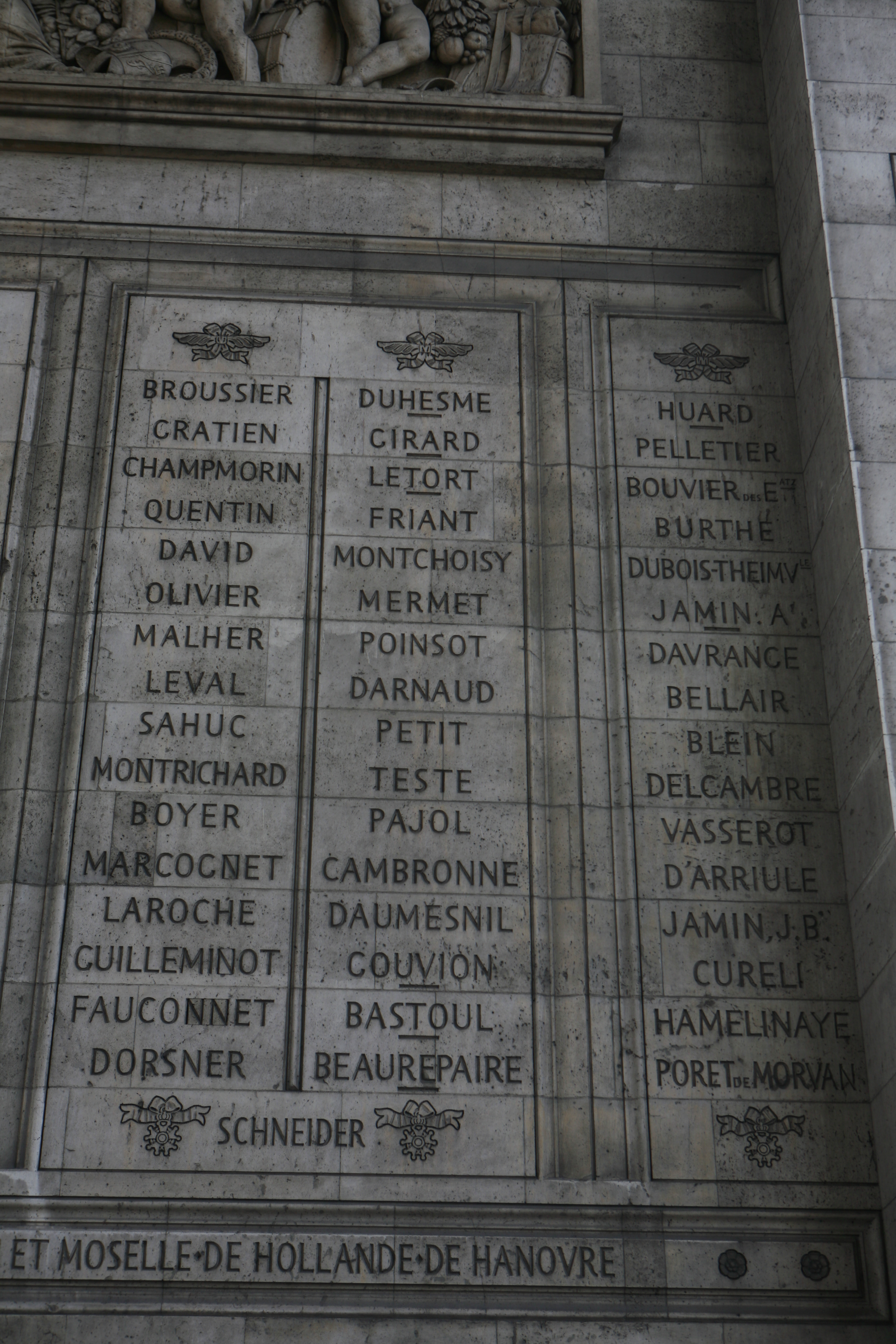
Il nome di Beaurepaire sull'Arco di Trionfo

Il 12 settembre 1792 l'Assemblea legislativa decretò che la salma fosse traslata dalla città di Sainte-Menehould, dove i suoi uomini lo avevano sepolto in totale anonimato, al Pantheon di Parigi, con l'iscrizione: 
()
 Tuttavia non si riuscì a risalire all'esatta posizione del corpo, che si ritiene possa essere ancora sepolto nel cimitero di Sainte-Menehould. Pochi anni dopo il suo nome fu comunque inciso accanto a quelli di altri 559 ufficiali sul pilastro nord dell'Arco di Trionfo della capitale francese.

## Il ricordo

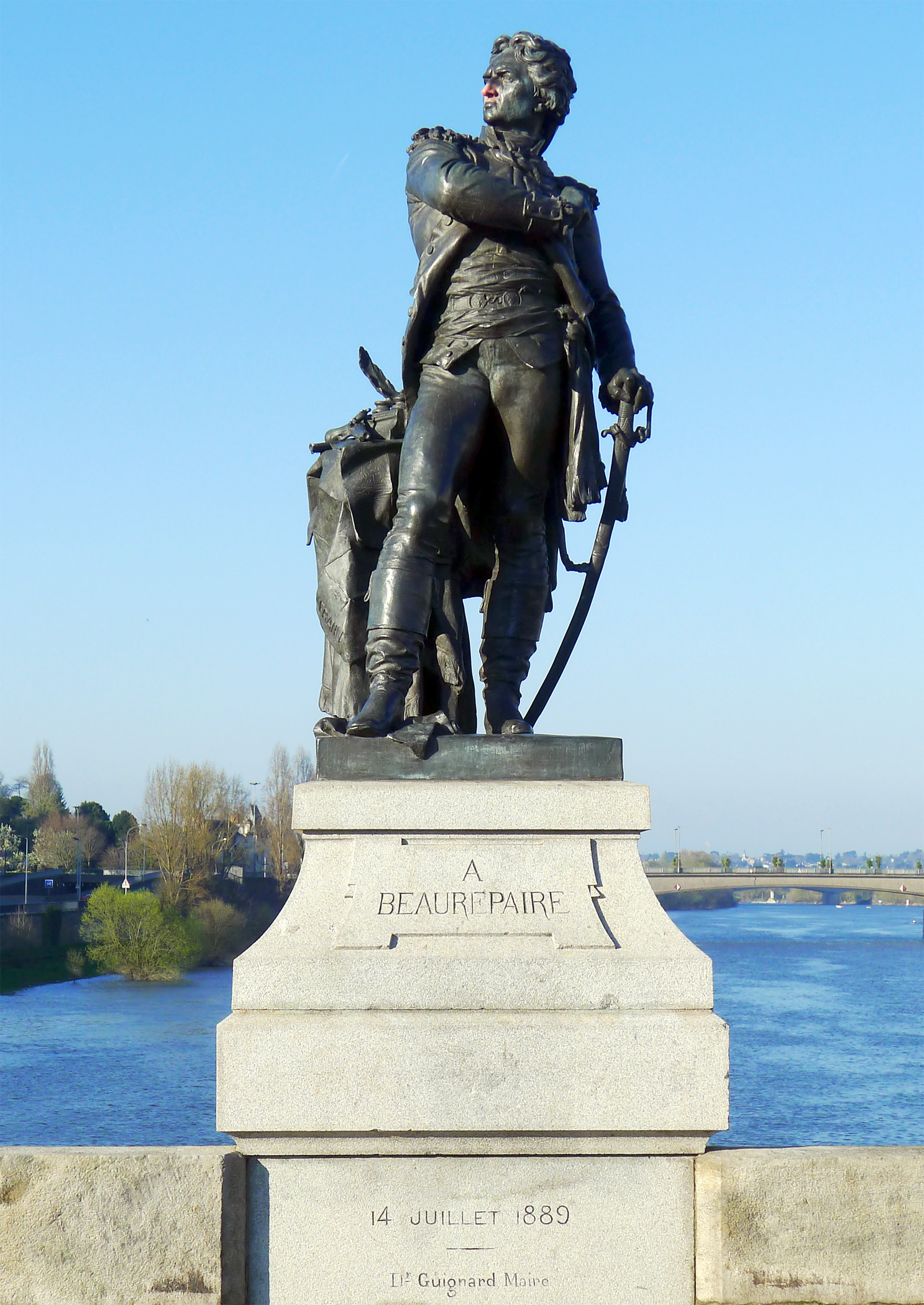
La statua sul ponte di Verdun ad Angers

- Una statua di Nicolas Beaurepaire, realizzata da Maximilien Louis Bourgeois (1839 - 1901), è presente sul ponte di Verdun ad Angers. Esisteva un'altra sua statua a Coulommiers, opera del medesimo artista, ma è scomparsa durante la seconda guerra mondiale.
- Un suo ritratto, opera di Raymond Monvoisin, si trova esposto al museo storico del castello di Versailles; un altro è esposto al musée de la Princerie di Verdun.
- Esiste una varietà di rose che porta il nome di Commandant Beaurepaire, ottenuta nel 1864 dal vivaista Moreau-Robert.[3]